# Hipparchia uniformis
Hipparchia uniformis är en fjärilsart som beskrevs av Czekelius 1917. Hipparchia uniformis ingår i släktet Hipparchia och familjen praktfjärilar. Inga underarter finns listade i Catalogue of Life.